# Замышляев, Баррикад Вячеславович
Баррикад Вячеславович Замышляев (5 февраля 1925, Ленинград — 4 февраля 2007, Москва) — учёный в области физики ядерного взрыва и проблем безопасности природного и техногенного характера, доктор технических наук, профессор, член-корреспондент Российской академии наук, генерал-лейтенант.

## Биография
Баррикад Вячеславович Замышляев родился 5 февраля 1925 года в городе Ленинграде в семье военнослужащего. В 1940 году, после окончания 7 классов школы, Б. В. Замышляев поступил в Первую московскую военно-морскую спецшколу, которую окончил с отличием в 1942 году.
В 1943 году поступил на кораблестроительный факультет Высшего военно-морского инженерного училища имени Ф. Э. Дзержинского, которое в то время было эвакуировано из Ленинграда в Баку. Проходил войсковую практику на Балтийском флоте, участник Великой Отечественной войны. 24 июня 1945 года принимал участие в Параде Победы на Красной площади. В период обучения в училище был Сталинским стипендиатом.
В 1948 году после окончания училища лейтенант Б. В. Замышляев был назначен на должность младшего научного сотрудника Центрального научно-исследовательского института военного кораблестроения Военно-морского флота СССР. В 1954 году, будучи уже заместителем начальника отдела, защитил кандидатскую диссертацию.
С 1954 года Баррикад Вячеславович работал в Центральной лаборатории Военно-морских сил по проблемам ядерного оружия. 19 апреля 1955 года лаборатория была реорганизована в институт № 16 ВМФ — будущий Морской филиал 12 ЦНИИ МО.
С 1954 по 1985 годы Замышляев принимал непосредственное участие в организации и проведении натурных ядерных испытаний. В 1954 году на Семипалатинском полигоне проводил оценку воздействия ядерного взрыва на надстройки и вооружение кораблей; в 1955 году — на полигоне Новая Земля в Чёрной Губе — был в составе комиссии по проведению первого подводного ядерного взрыва и измерении его параметров. В 1986 году Баррикад Вячеславович участвовал в ликвидации последствий аварии Чернобыльской АЭС.
В 1960 году защитил докторскую диссертацию, а в 1963 году стал профессором.
В 1971 году заместитель начальника Морского филиала 12 ЦНИИ по научной работе капитан 1 ранга Б. В. Замышляев был назначен начальником 12 ЦНИИ Минобороны им. В. А. Болятко, ныне Центральный физико-технический институт МО РФ (посёлок Ферма Сергиев Посад-7), который возглавлял в течение 21 года. В 1978 году Б. В. Замышляеву было присвоено воинское звание «генерал-лейтенант».
В 1992 году Баррикад Вячеславович после увольнения из Вооруженных сил и ухода с должности начальника 12 ЦНИИ, продолжал работать в институте главным научным сотрудником, а также в научных советах и представительных органах Российской академии наук, Российской академии естественных наук, Академии военных наук и Российской академии ракетных и артиллерийских наук. Являлся членом ряда экспертных и научно-технических советов Высшей аттестационной комиссии и Росатома, спецсекций Комиссии по Государственным премиям и по премиям Правительства РФ.
Выполняя обязанности начальника Загорского гарнизона, Б. В. Замышляев проявлял большое внимание благоустройству военного городка (посёлок Ферма), строительству новых жилых домов для сотрудников института и их семей, детских учреждений, спортивных и игровых площадок. В 2000 году за большой личный вклад в строительство и благоустройство жилого городка (посёлка Ферма) Баррикад Замышляев удостоен звания — Почётный гражданин города Сергиев Посад.
Б. В. Замышляев умер 4 февраля 2007 года. Похоронен на Троекуровском кладбище.

## Награды СССР и России
- Орден Трудового Красного Знамени (1958)
- Орден Трудового Красного Знамени (1962)
- Орден Красной Звезды (1972)
- Орден Октябрьской Революции (1976)
- Орден Ленина (1980)
- Орден Отечественной войны I степени (1988)
- Орден «За службу Родине в Вооружённых Силах СССР» III степени (1990)
- Орден Мужества (1996)
- Орден Петра Великого (АБОП, 2002)
- Серебряная медаль П. Л. Капицы Российской академии естественных наук (1995)
- Медали[7]

## Учёные звания
- Кандидат технических наук (1954)
- Доктор технических наук (1960)
- Профессор (1963)
- Член-корреспондент Академии наук СССР (1987)
- Член-корреспондент Российской Академии наук (1991)[3]

## Премии и почётные звания
- Сталинский стипендиат (1948)[6];
- Заслуженный деятель науки и техники РСФСР (1972)[12];
- Почётный гражданин города Сергиев Посад[10];
- Лауреат двух Государственных премий СССР (1968, 1985)[12];
- Лауреат двух премий Правительства Российской Федерации (1999, 2001)[2];
- Почётный академик Российской академии ракетных и артиллерийских наук[13];
- Лауреат Государственной премии Российской Федерации имени маршала Г. К. Жукова (2002)[14];
- Почётный гражданин города Сергиев Посад[10];
- Почётное звание «Рыцарь науки» Российской академии естественных наук (2002)[14];
- Ветеран подразделений особого риска[15].

## Память
- В июне 2010 года в посёлке Ферма Сергиев Посад-7 на территории 12 ЦНИИ установлен бронзовый бюст Б. В. Замышляеву[16][17].

- 1 февраля 2013 года Постановлением № 48-п Администрации городского поселения Сергиев Посад «О присвоении названия улице» принято решение о названии новой улицы в посёлке Ферма именем Б. В. Замышляева[18], а также установке на одном из новых домов этой улицы мемориальной доски[19].

- В октябре 2020 года на исторической стене Гефсиманского скита, на территории которого расположен 12 ЦНИИ, торжественно открыта мемориальная доска, посвященная генерал-лейтенанту Замышляеву Баррикаду Вячеславовичу[20].

## Семья
- Брат — Владлен Вячеславович Замышляев (05.07.1928-25.08.2018), капитан 1 ранга, принимал участие в создании комплексов ракетного оружия ВМФ[21].
- Жена — Наталия Николаевна Замышляева (07.01.1934-17.12.2018)[16].
- Сын — Александр Баррикадович Замышляев (род. 28.05.1966 в г. Ленинграде), работал исполнительным продюсером программы «Вокруг Света»,  с 2016 года продюсер «Телеканала Россия-1»[22][23].